# Catostemma sclerophyllum
Catostemma sclerophyllum är en malvaväxtart som beskrevs av Adolpho Ducke. Catostemma sclerophyllum ingår i släktet Catostemma och familjen malvaväxter. Inga underarter finns listade i Catalogue of Life.